# Vladislav Bogićević
Vladislav Bogićević (in serbo Владислав Богићевић?; Belgrado, 7 novembre 1950) è un ex calciatore, allenatore di calcio e imprenditore jugoslavo, dal 1992 serbo.
Giocò per lungo tempo nello Stella Rossa prima di divenire l'ennesima star ingaggiata dai Cosmos, nella North American Soccer League. Fu anche titolare nella Nazionale jugoslava che disputò il campionato del mondo 1974 in Germania Ovest.

## Carriera
Centrocampista difensivo, con grandi capacità di costruzione di gioco, Bogićević iniziò a giocare al calcio nelle giovanili dello Stella Rossa, club con il quale fece anche l'esordio nel campionato jugoslavo. Trascorse in totale 13 stagioni nel club di Belgrado, vincendo cinque volte il titolo nazionale. Nel suo momento di massima maturità tecnica fu oggetto di attenzione di molti club europei, in particolare del Bayern Monaco che, nel 1977, cercava un valido rimpiazzo per Franz Beckenbauer, andato a terminare la carriera in Nord America. Ma le severe restrizioni delle Federazioni dell'Est europeo sui trasferimenti all'estero non prevedevano che un calciatore potesse lasciare il Paese prima della stagione sportiva in cui compiva 28 anni, al fine di evitare il depauperamento tecnico dei vivai nazionali (lo status di tali giocatori essendo, formalmente, di dilettanti).
Nella primavera del 1978 comunque, benché anagraficamente ancora ventisettenne, Bogićević firmò per i Cosmos per quello che fu ufficialmente il suo primo contratto da calciatore professionista. Nelle 7 stagioni trascorse a New York egli vinse tre titoli nordamericani (1978, 1980 e 1982), disputando 236 partite e segnando 39 goal (di cui, rispettivamente, 203 e 31 nella regular season), venendo anche designato seconda scelta NASL per l'All Star Team nel 1978 e 1979, e prima scelta dal 1980 al 1984.
A livello internazionale, Bogićević vanta 23 presenze (con 2 goal) nella Nazionale ex-jugoslava e prese parte al campionato del mondo 1974 in Germania Ovest.

## Attività post-agonistica
Dopo il ritiro, Bogićević intraprese varie attività: all'inizio lavorò per la CONCACAF per la promozione del calcio negli Stati Uniti, poi aprì un ristorante italiano e successivamente si impiegò nella vendita immobiliare. Dal 1994 si cimentò nella guida tecnica, con risultati alterni, ma nel 2000 divenne allenatore in 2ª della nazionale di Serbia e Montenegro, incarico che mantenne anche quando il C.T. Ilija Petković si dimise nel 2001. Nel dicembre dello stesso anno si dichiarò interessato al posto di C.T. ma l'allora presidente della Federcalcio serba, Dragan Stojković, di fatto ne bocciò l'autocandidatura, sostenendo che Bogićević aveva troppo poca esperienza come allenatore (il che tuttavia non gli impedì di ingaggiare, pochi giorni dopo, Dejan Savićević, con nessuna esperienza precedente).
L'ultima esperienza da tecnico risale al 2004 presso la squadra portoghese di Prima Divisione del Belenenses, durata tuttavia solo 54 giorni.
Dal 2002 Bogićević è menzionato nella National Soccer Hall of Fame statunitense.

## Palmarès

### Giocatore
- Campionati della RSF di Jugoslavia: 2

Stella Rossa: 1972-1973, 1976-1977
- Coppe di Jugoslavia: 1

Stella Rossa: 1970-1971
- Campionati nordamericani (NASL): 3

New York Cosmos: 1978, 1980, 1982